# キャロル・カープ賞
キャロル・カープ賞 (Carol Karp Prize) は、記号論理学会（英語: Association for Symbolic Logic）より授与される賞の一つ。5年に一度、数理論理学における最も卓越した論文・著書に対し贈られる。なお、この賞は研究者ではなく業績に対して授与されるので、同一人物が複数回受賞することが可能である。
1973年、早逝した論理学者キャロル・カープ(en)を記念して設立された。数理論理学・数学基礎論分野における最も栄誉ある賞とみなされている。

## 受賞者一覧
- 第1回 (1978年) - ロバート・ヴォート
- 第2回 (1983年) - サハロン・シェラハ (1階理論の同型でないモデルの数に関する諸業績に対して)
- 第3回 (1988年) - ドナルド・A・マーティン、ジョン・R・スティール、W・ヒュー・ウッディン (「超コンパクト基数の存在を仮定すると、すべての実数およびすべての順序数を含むZFの最小推移モデルにおいて、決定性公理が成り立つ」ことを示した業績に対して)
- 第4回 (1993年) - エウド・フルショフスキー (幾何的安定理論における新しい方法を導入したことに対して) 、アレックス・ウィルキー (指数関数の入った実数体のモデル完全性を証明したことに対して)
- 第5回 (1998年) - エウド・フルショフスキー (モーデル=ラング予想に関する諸業績に対して)
- 第6回 (2003年) - グレゴリー・ヒョース、アレキサンダー・ケクリス (ボレル同値関係に関する諸業績に対して)
- 第7回 (2008年) - ツリル・セラ (数理論理学と幾何学的群論との間に繋がりをつけた基礎的業績に対して)
- 第8回 (2013年) - Moti Gitik, Ya’acov Peterzil, Jonathan Pila, Sergei Starchenko, Alex Wilkie
- 第9回 (2018年) - Matthias Aschenbrenner, Lou van den Dries, Joris van der Hoeven
- 第10回 (2023年) - John Steel